# Аукштояс
Аукштояс, Аукштасіс-калнас (лит. Aukštojas; Aukštasis kalnas — «Найстаріший білобог; Висока гора») — пагорб на узвишші Мядінінкай (частина Ошмянської височини), на південному сході Литви, найвища точка країни (293,84 м над рівнем моря). Знаходиться за 23,5 км на південний схід від Вільнюса і за 3,5 км на захід від села Мідники, на кордоні з Білоруссю. На пагорбі росте сосновий гай. Поруч (450 м на північний схід) знаходиться пагорб Юозапіне (293,60 м, інші джерела 292,7 м), який раніше вважали найвищою точкою Литви. Але який, після нових більш точних GPS-вимірювань геодезистів із Вільнюського технічного університету Гедиміна (лит. Vilniaus Gedimino technikos universitetas), був понижена в ранзі. Ще в 1985 році литовський географ Римантас Крупікас (лит. Rimantas Krupickas) висловлював підозри, щодо висоти пагорба Юозапіне.

## Геоморфологія
Пагорб утворився внаслідок останнього відступання скандинавського льодовика. Складений моренними суглинками і супісками з гравієм, галькою і валунами. Північний й східний схили пологі, південний й західний більш круті, еродовані. Пагорб віднесено до складу Юозапінського геоморфологічного заповідника (лит. Juozapinės geomorfologinis draustinis), загальною площею 251 га.

## Назва
Назву пагорбу було запропоновано обрати на конкурсі. Перемогу здобула пропозиція професора історії Вільнюського педагогічного університету (лит. Lietuvos edukologijos universitetas (LEU)) Лібертасом Клімкою (лит. Libertas Klimka). Аукштояс був одним з найважливіших божеств в стародавній литовській міфології; він вважався творцем світу. Назва офіційно затверджена 18 листопада 2005 року, згідно з постановою Nr. T3-329 муніципалітету Вільнюса:
|  | Затвердити в Литовській Республіці найвищу точку місцевості (293,84 м над рівнем моря), біля пагорба Юозапіне Мядінінкського староства Вільнюського району, під назвою Аукштояс. Оригінальний текст (лит.) Patvirtinti Lietuvos Respublikos aukščiausios žemės paviršiaus vietos (293,84 m virš jūros lygio), esančios Juozapinės k., Medininkų sen., Vilniaus r., pavadinimą — Aukštojas. |

Альтернативна назва Аукшетяс калніс була відкинута Державною комісією з литовської мови, на тій підставі, що суфікс «-ėj-» нестандартний для топонімічного застосування.

## Туризм
Влада Вільнюса змінила цільове використання земель пагорба із сільськогосподарського на культурно-туристичне. На неофіційній церемонії 20 червня 2005 року пагорб охрестили. Громадська організація «Lietuvos viršūnės», на чолі з Владасом Віткаускасом (лит. Vladas Vitkauskas), провідним альпіністом Литви, займається облаштуванням і популяризацією пагорба, як привабливого туристичного місця. 20 лютого 2013 року організація завершила облаштування пагорба: споруджено оглядову вежу, відкрито скульптурну композицію «Жертовник» за авторства Далі Матулайтене, піднято національний прапор.